# Ringo Starr
Ringo Starr, właśc. sir Richard Starkey (ur. 7 lipca 1940 w Liverpoolu) – brytyjski muzyk, piosenkarz, autor tekstów i aktor.
Osiągnął międzynarodową sławę w latach 60. jako perkusista zespołu The Beatles. Od czasu do czasu śpiewał wokale z grupą, zwykle w jednej piosence na każdym albumie, w tym „Yellow Submarine” (1966), „With a Little Help from My Friends” (1967) i ich cover „Act Naturally” (1965). Napisał i zaśpiewał piosenki Beatlesów – „Don’t Pass Me By” (1968) i „Octopus’s Garden” (1969), a także jest uznawany za współautora innych.
W 1999 został wprowadzony do Galerii Sław „Modern Drummer”. W 2011 czytelnicy „Rolling Stone” nazwali go piątym największym perkusistą wszech czasów. Był dwukrotnie wprowadzany do Rock and Roll Hall of Fame, w 1988 jako Beatles i w 2015 jako artysta solowy. W 2018 został odznaczony Odznaką Rycerza Kawalera za zasługi dla muzyki. W 2007 został sklasyfikowany na 26. miejscu listy 50 najlepszych perkusistów rockowych według witryny internetowej Stylus Magazine. W 2020 był wymieniany jako najbogatszy perkusista na świecie, z majątkiem netto 350 mln dolarów.

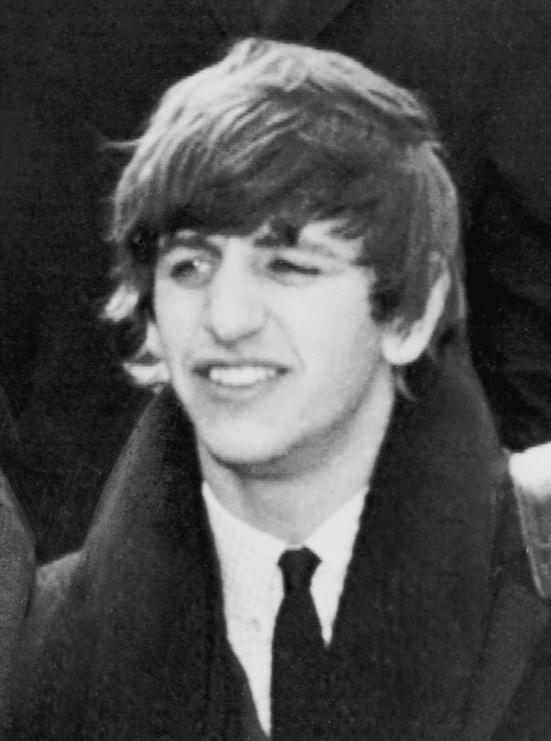
Starr (1964)

## Wczesne lata
Urodził się i dorastał w robotniczej dzielnicy Dingle w Liverpoolu jako syn barmanki Elise Gleave i piekarza Richarda Starkeya. Jego ojciec rozwiódł się z żoną w trzy lata po urodzeniu syna. Jego matka ponownie wyszła za mąż, za malarza pokojowego Harry’ego Gravesa. Młody Richie był chorowity, stąd wiele czasu spędzał w szpitalach na skutek komplikacji po przeziębieniach czy innych chorobach i opuszczał zajęcia szkolne.
Jako młody chłopak uczył się stepowania. Interesował się także muzyką skifflową, dlatego w 1957 został perkusistą zespołu Ed Clayton Skiffle Group. Następnie grał w The Darktown Skiffle Group, po czym przez kolejne trzy lata występował w zespole The Raving Texans, który później przekształcił się w The Rory Storm and Hurricanes.

## Kariera w The Beatles

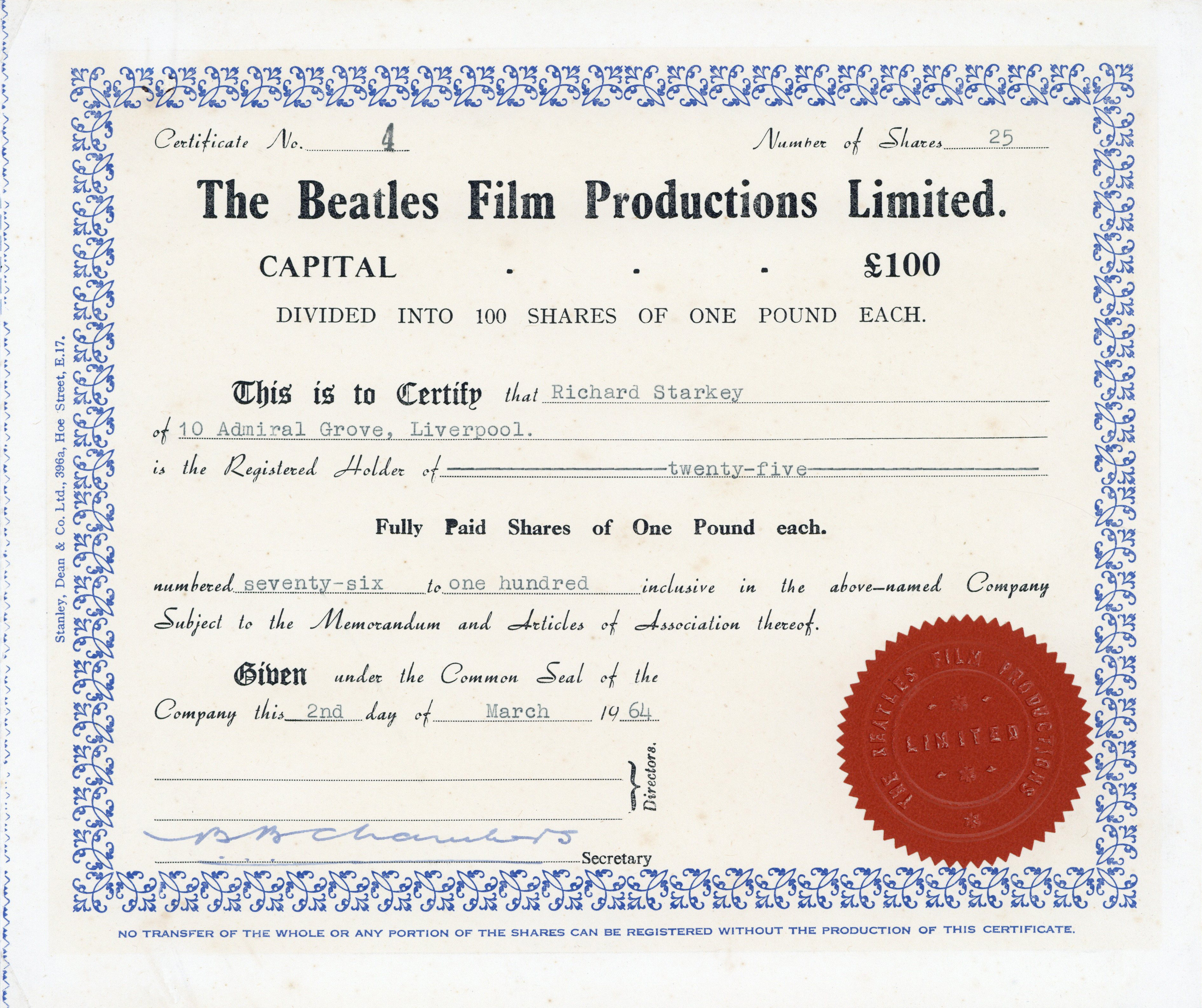
Akcja na 25 udziałów w spółce Beatles Film Production Limited, zarejestrowana na nazwisko Starra

W 1960 po raz pierwszy spotkał się z Beatlesami w Hamburgu. Kilka razy zastąpił ich perkusistę Pete’a Besta podczas sesji nagraniowych, a gdy w 1962 muzycy postanowili zmienić perkusistę, wybór padł właśnie na niego.
W zespole The Beatles był nie tylko osobą akompaniującą pozostałym, ale także prowadzącą muzyków. Kiedyś John Lennon powiedział o nim, że jest „sercem” zespołu, a George Harrison spytany o grę w zespole bez Ringa, odpowiedział, że byłoby to jak „jazda samochodem z trzema kołami”.
Podczas kariery w zespole Lennon i McCartney, z reguły, starali się pisać przynajmniej jedną piosenkę na każdym albumie, dopasowaną do dość ograniczonych możliwości głosowych Starra. Tak było m.in. z „With a Little Help from My Friends” czy „Yellow Submarine”. Starr napisał też kilka własnych utworów, które znalazły się w repertuarze zespołu, np. „Don't Pass Me By” i „Octopus's Garden”.

## Po rozpadzie zespołu
W 1967, jeszcze przed ostatecznym rozpadem The Beatles, założył firmę budowlaną i sprzedającą domki jednorodzinne.
W 1967 zagrał Emmanuela w filmie Christiana Marquanda Candy (1968), a za swoją rolę zdobył uznanie krytyków. W 1969 zagrał w komedii satyrycznej Christian Czarodziej.
Po 1970 kontynuował karierą muzyczną. Wydał kilkanaście albumów muzycznych, m.in. debiutancki Sentimental Journey (1970), Beaucoups of Blues (1970) czy Ringo (1973), który okazał się jego największym sukcesem, ale nigdy nie osiągnął pierwszego miejsca na żadnej liście przebojów – w USA był drugi, a w Wielkiej Brytanii siódmy. Największymi hitami singlowymi Starra okazały się piosenki: „Back off Boogaloo”, „Photograph” i „You're Sixteen”, które dotarły do pierwszego miejsca na amerykańskich listach przebojów.
Udzielał się także jako muzyk sesyjny na płytach swoich kolegów z zespołu The Beatles – George’a Harrisona (All Things Must Pass, Somewhere in England), Johna Lennona (John Lennon/Plastic Ono Band) i Paula McCartneya (Tug Of War, Pipes of Peace, Give My Regards To Broad Street i Flaming Pie).

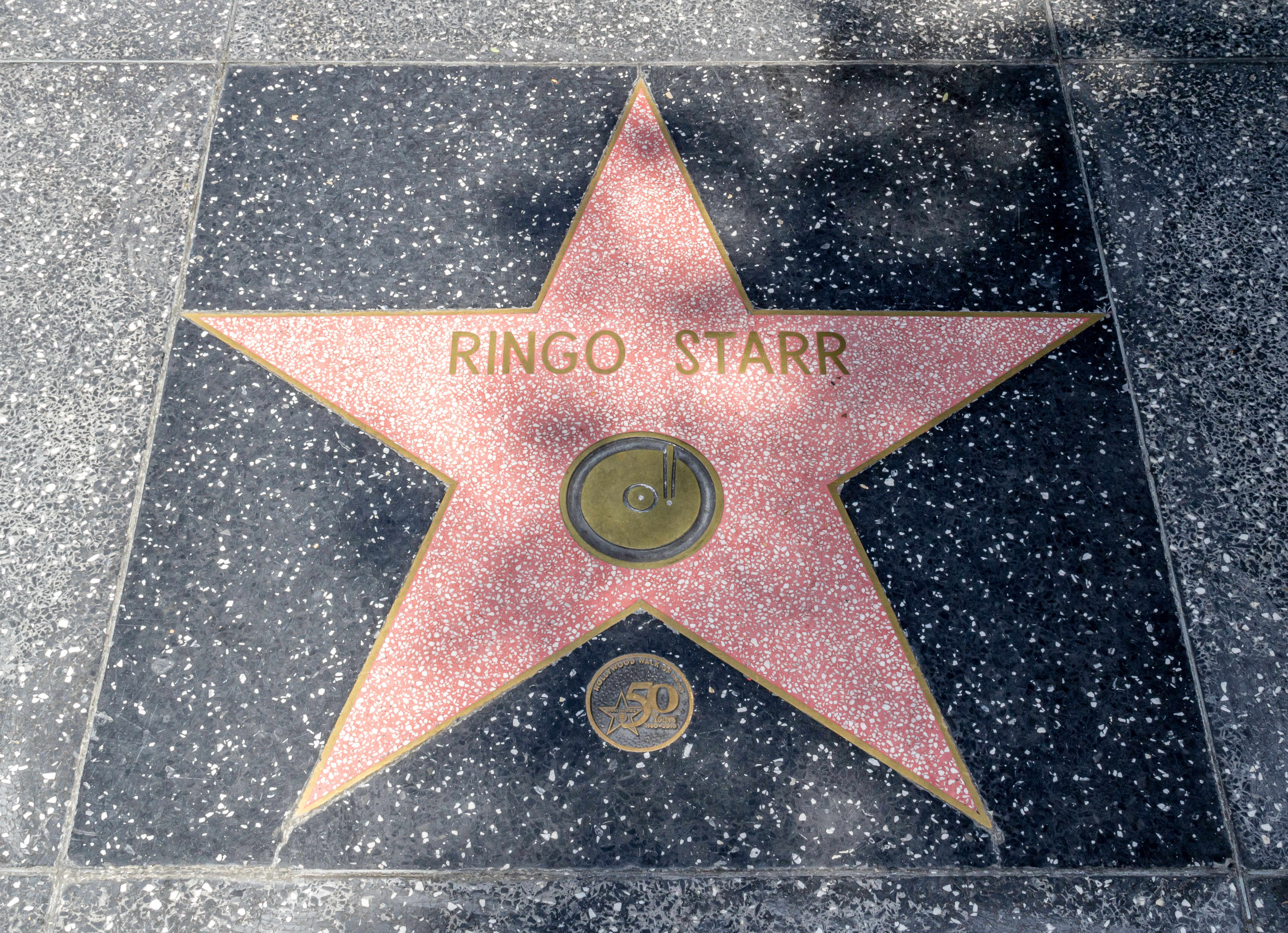
Gwiazda Ringo Starra w Hollywood Walk of Fame

Od 1989 koncertuje wraz ze swoją supergrupą Ringo Starr and His All-Starr Band. W 2002 został wprowadzony do Percussive Hall of Fame.
15 czerwca 2011 jako pierwszy były muzyk The Beatles wystąpił w Warszawie na koncercie zespołu Ringo Starr and His All-Starr Band w Sali Kongresowej. Wykonał m.in. The Other Side of Liverpool i Peace Dream z płyty Y Not oraz sześć piosenek śpiewanych przez niego w czasach The Beatles: I Wanna Be Your Man, Honey Don't, Yellow Submarine, Boys, Act Naturally i With a Little Help from My Friends.
30 grudnia 2017 „The London Gazette” doniosła, że intencją królowej Elżbiety II jest uhonorowanie muzyka Odznaką Rycerza Kawalera i nadanie tytułu szlacheckiego za jego muzyczne dokonania. 20 marca 2018 w Pałacu Buckingham uroczystego aktu nadania szlachectwa w imieniu królowej dokonał książę Wilhelm.

## Życie prywatne
W 1962 poznał asystentkę fryzjerkę Maureen Cox, którą poślubił 11 lutego 1965. Mają dwóch synów: Zaka (ur. 13 września 1965) i Jasona (ur. 19 sierpnia 1967) oraz córkę Lee (ur. 17 listopada 1970). 17 lipca 1975 doszło do rozwodu. Cox zmarła 30 listopada 1994 na raka.
Na planie komedii Jaskiniowiec (Caveman, 1981) poznał aktorkę Barbarę Bach, znana m.in. z roli dziewczyny Jamesa Bonda w filmie Szpieg, który mnie kochał, którą poślubił 27 kwietnia 1981. Razem pojawili się także w 11-minutowym filmie muzycznym fantasy Chłodnik (The Cooler, 1982), melodramacie telewizyjnym NBC Księżniczka Daisy (Princess Daisy, 1983) i dramacie muzycznym Paula McCartneya Give My Regards to Broad Street (1984).

## Odznaczenia
- Member Orderu Imperium Brytyjskiego – 1965
- Odznaka Rycerza Kawalera – intencja królowej 2017; wręczenie 2018
- Order Sztuki i Literatury – Francja, 2013[24]

## Filmografia
| Rok  | Tytuł                                                           | Rola                              | Reżyser                     |
| ---- | --------------------------------------------------------------- | --------------------------------- | --------------------------- |
| 1964 | Noc po ciężkim dniu (A Hard Day’s Night)                        | Ringo                             | Richard Lester              |
| 1965 | Na pomoc! (Help!)                                               | Ringo                             | Richard Lester              |
| 1967 | Magical Mystery Tour (TV)                                       | Richard B. Starkey / rozmowny mag | Bernard Knowles The Beatles |
| 1968 | Żółta łódź podwodna (Yellow Submarine)                          | Ringo                             | George Dunning              |
| 1968 | Candy                                                           | Emmanuel                          | Christian Marquand          |
| 1969 | Christian czarodziej (The Magic Christian)                      | młody Grand                       | Joseph McGrath              |
| 1971 | The Point                                                       | narrator / ojciec (głos)          | Fred Wolf                   |
| 1971 | Dwieście moteli (200 Motels)                                    | krasnolud Larry / Frank Zappa     | Tony Palmer Frank Zappa     |
| 1973 | That’ll Be the Day                                              | Mike                              | Claude Whatham              |
| 1973 | Son of Dracula                                                  | Merlin                            | Freddie Francis             |
| 1975 | Lisztomania                                                     | papież                            | Ken Russell                 |
| 1977 | Sekstet (Sextette)                                              | Laslo Karolny                     | Ken Hughes                  |
| 1981 | Jaskiniowiec (Caveman)                                          | Atouk                             | Carl Gottlieb               |
| 1983 | Księżniczka Daisy (Princess Daisy, TV)                          | Robin Valerian                    | Waris Hussein               |
| 1984 | Pozdrowienia dla Broad Street (Give My Regards to Broad Street) | Ringo                             | Peter Webb                  |
| 1984 | Tomek i przyjaciele (Thomas and Friends, serial TV)             | narrator (serie 1–2; głos)        | David Mitton                |
| 1985 | Alicja w Krainie Czarów (Alice in Wonderland, TV)               | Nibyżółw                          | Harry Harris                |
| 2012 | Saint Street                                                    | Homeless 2                        | Rob Diamond                 |